# Рейдготаланд
Рейдготаланд (Reiðgotaland) — страна из скандинавских саг с неясной локализацией. Государство управлялось германоязычными конунгами, вело войны как с гуннами (на востоке), так и с саксами (на западе). В этой стране располагались горы Харвади (Harvaða fjöllum), которые иногда интерпретируют как Карпаты. По контексту повествования ясно, что на востоке Рейдготаланд доходил до Днепра, где располагался Археймар и лес Мирквид. Эпоха существования Рейдготаланда соответствует исторической победе готов над гуннами на берегах Дуная в V веке (Битва при Недао). 
В Саге об Инглингах повествуется, что Рейдготаланд располагался за морем от Швеции. В Младшей Эдде отождествляется с Ютландией.

## Короли Рейдготаланда
- Харальд
- Хейдрик сын Хёвунда
- Ангантюр сын Хейдрека
- Хейдрек Волчья Шкура сын Ангатюра (602+)